# ロウワー・ナインス・ワード

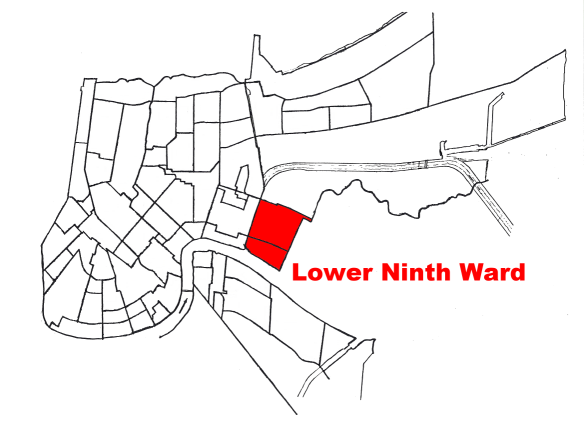
ロウワー・ナインス・ワードの位置 (赤く塗られた部分)

ロウワー・ナインス・ワード (Lower Ninth Ward - 下9地区)は、米国ルイジアナ州ニューオーリンズ市内の一地区名。
ニューオーリンズ市は17の地区に分けられており、ロウワー・ナインス・ワードはその名前から判る通り、第9地区 (ナインス・ワード) の一部である。"ロウワー (下)"とは、第9地区の中でもよりミシシッピ川の河口に近い側、他の市内の地域よりも"下流側"であることを示している。"ロウワー9"と省略した形で称されることもある。この地域は、2005年のハリケーン・カトリーナの際に壊滅的な被害を受けたことで、全米の注目を集めることとなった。
この地区は、南はミシシッピ川、東はセントバーナード郡、西は工業水路に接しており、水路の対岸にはニューオーリンズ市のバイウォーター地域が広がる。北側の境界線はフロリダ水路 (平行してフロリダ・アベニューと堤防、線路が走っている)とされることが多い。フロリダ水路の北側の工業地区もロウワー・ナインス・ワードの一部とされることもあり、この解釈では地区の北側の境界線は、ミシシッピ川湾口水路 (Mississippi River-Gulf Outlet Canal)である。
フロリダ水路北側の工業地区と湿地帯を除いたロウワー・ナインス・ワードは、東西に2km (1.25マイル)、南北に3.2 km (2マイル)ほどである。地区には、ミシシッピ川に平行して3つの大きな通りが横切っており、それぞれが橋で工業水路を越えている。ミシシッピ川に一番近い側にあるのがセントクロード・アベニュー、地区の半ばの通りがクレイボーン・アベニューである。地区全般に商業施設は点在してはいるものの、主な商業施設はこの2つの通り沿いに集中している。北側にはフロリダ・アベニューがある。前二者はセントバーナード郡へ抜けている。フロリダ・アベニューも郡の境界線を越えて延長するよう提案はされてきたものの、現時点ではニューオーリンズ市内で止まっている。
地区の住民の大半はアフリカ系アメリカ人であり、非アフリカ系のマイノリティー人種の大半は、よりミシシッピ川に近い側に居住している。住民の大半は労働者階級であるが、地区内の家屋の約60%は居住者が所有している。
ロウワー・ナインス・ワードは、ニューオーリンズでは数少ないハウジング・プロジェクト (政府が低所得者のために建設する団地)がない地域である。
ロウワー・ナインス・ワードはまた、ジャクソン兵舎があることでも知られている。兵舎は現在はルイジアナ州兵の本部として機能している。旧弾薬庫と新館には軍事博物館も併設し、米国の戦争関連の大規模な展示がある。全米ライフル協会が主催する2000年度の射撃スポーツ・キャンプとコーチ教室が2000年6月28日から7月2日までの日程で、ジャクソン兵舎にて開催された。
アン・ライスの小説を1994年に映画化した「インタビュー・ウィズ・ヴァンパイア」(トム・クルーズ、ブラッド・ピット主演)では、ロウワー・ナインス・ワードに沿ったミシシッピ川の築堤の主要な部分と、ジャクソン兵舎の内部が撮影現場に使われている。
ロウワー・ナインス・ワードの著名な住民には、ミュージシャン/歌手/ソングライターのファッツ・ドミノ、NFL選手のマーシャル・フォーク、詩人で作家のカラム・ヤ・サラーム、ラッパーのマジックらがいる。
セントクロード・アベニューのミシシッピ川寄りの地域は当初から都市部として開発された。この地域は、"ホリー・クロス地域 (Holy Cross Neighborhood)"と称されることもある。これは、大規模なカトリックの学校、ホリー・クロス高等学校があるためである。
この学校はロウワー・ナインス以外の地域からも生徒が通う学校として知られている。

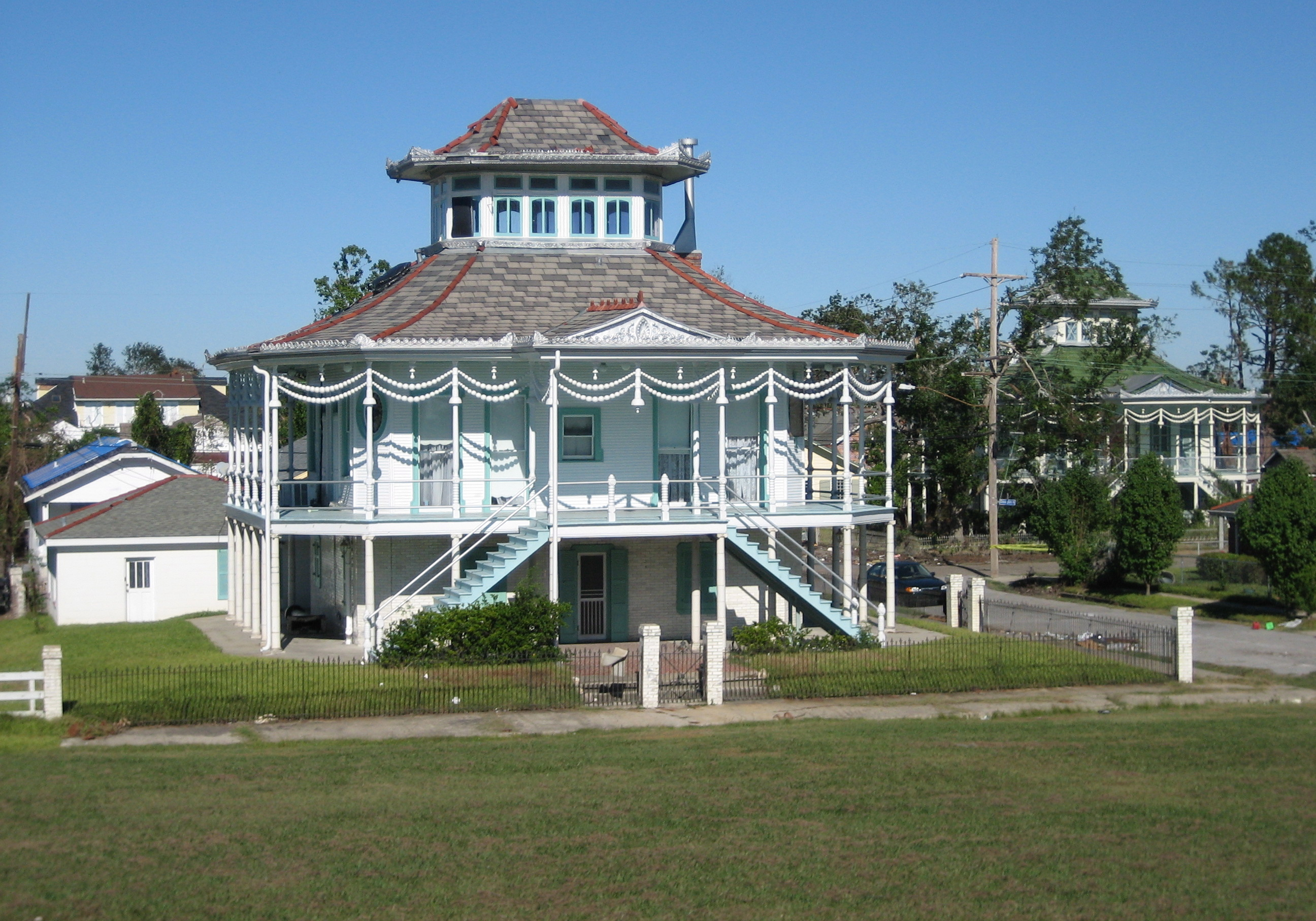
20世紀初頭に建設されたドレー蒸気船小屋。ロウワー・ナインス・ワードのホリー・クロス地域の象徴的な建物である

## 歴史
ルイジアナ州の植民地時代には、この地にはプランテーションが広がっていた。19世紀の初頭から、川に近い地域がバイウォーター地域とともに住宅地として整備された。1834年に米国陸軍がジャクソン兵舎をこの地に建設した。1870年代の時点では、セントクロード・アベニューの裏側の地域は小規模な農場が大部分を占め、住宅はまばらであった。川から見てクレイボーン・アベニューの向こう側は、主にイトスギがはえる湿地帯であった。
ロウワー・ナインス・ワードとして知られるようになったこの地域が、ナインス・ワード (第9地区)の中でも特別な地域として認識されるようになったのは、1920年代初頭に工業水路が引かれ、ナインス・ワードが分断されてからのことである。この時点で、人々は水路を隔てて川の上流地域を"アッパー"ナインス・ワード、下流地域を"ロウワー"と呼ぶようになった。
工業水路が存在することにより、この地域の開発は水路に沿って更に進められ、地域に安定的に職をもたらした。20世紀後半に運送業務がコンテナ化されると労働の需要は減少し、この地域の経済状態の悪化につながっていった。

## ハリケーン・ベッツィー
1965年にハリケーン・ベッツィーがニューオーリンズを襲った。工業水路沿いの堤防は決壊し、ロウワー・ナインス・ワードの相当部分に水害をもたらす結果となった。
当時の大統領、リンドン・B・ジョンソンは、ハリケーンの直後に現地を視察し、被災者の救済を指示した。

## ハリケーン・カトリーナ
2005年、ハリケーン・カトリーナがニューオーリンズを襲った。少なくとも4つの水路の複数の堤防が決壊し、ニューオーリンズ市の大部分が洪水により大きな被害を受けた。

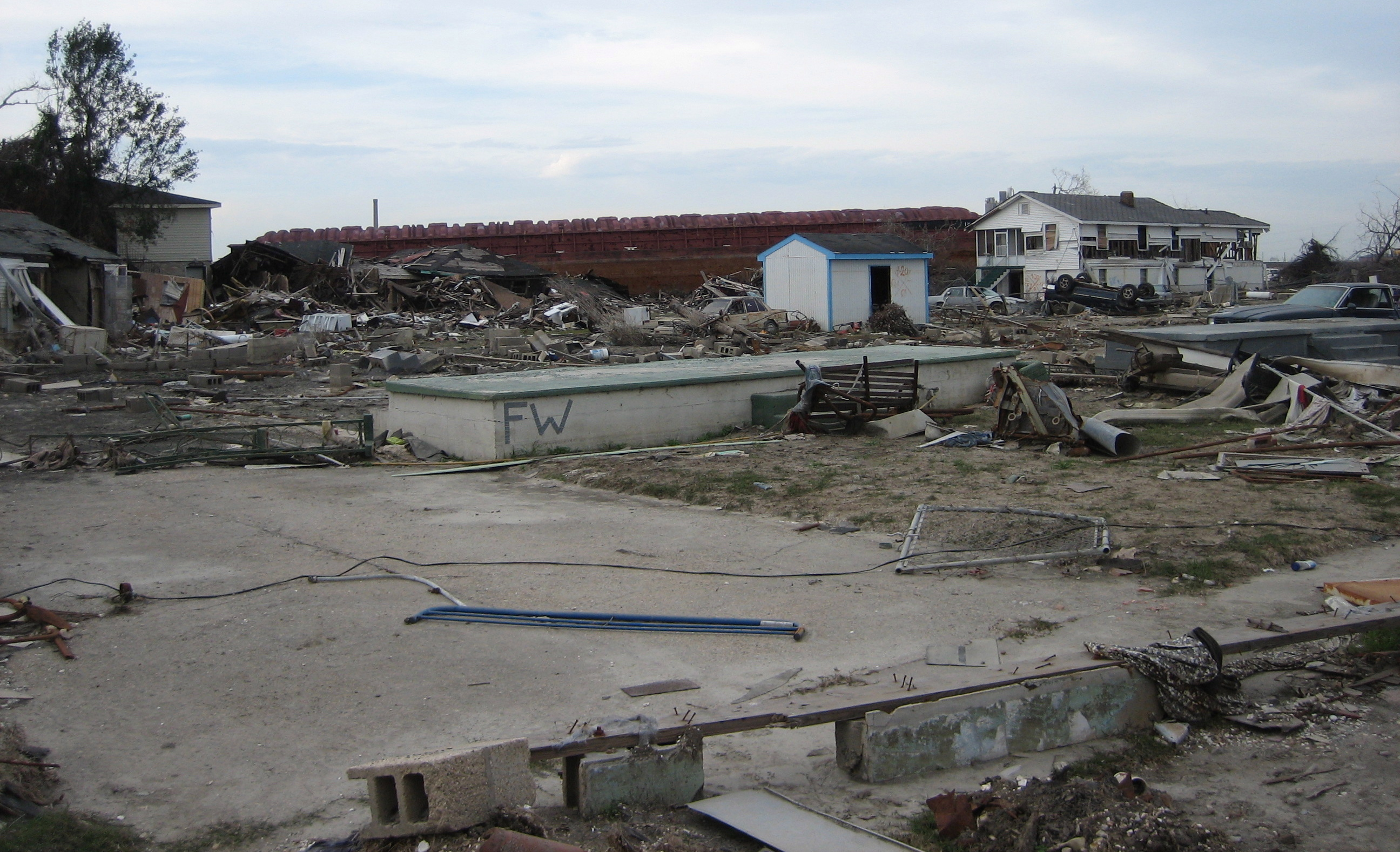
壊滅的な被害を受けたロウワー・ナインス・ワードの住宅街。背景に艀ING 4727が見える

一部には、これらの堤防は意図的に爆破されたという噂も広がった。
ニューオーリンズにおいて、ロウワー・ナインス・ワード、とりわけクレイボーン・アベニューとその裏側の地帯は最大の被害を受けた。ハリケーンの余波による洪水は、この地域に少なくとも3つの別の個所から流れ込んだと見られている。東側はセントバーナード郡から水が流れ込み、西側はフロリダ・アベニューから1ブロック入ったところと、クレイボーン・アベニューの裏側の2ヶ所で工業水路が大きく決壊した。水圧は単に家屋を浸水させただけにとどまらず、その土台から破壊、もしくは押し流した。クレイボーン・アベニューの決壊場所から、大きな艀"ING 4727"  (イングラム・バージ・カンパニー所有) が地区内に進入し、家屋がその下敷きになった。ハリケーンの余波は非常に大きく、ホリー・クロス高校や川の堤防など、ロウワー・ナインスの一番高い部分でさえも水に浸かってしまった。ホリー・クロス高校は、ハリケーン・ベッツィーの浸水時には浸水を逃れ、人々の避難所として機能した。
2006年1月の時点で、ロウワー・ナインス・ワードはその被害の大きさゆえ、基本的な設備と市のサービスを復活させることができず、ニューオーリンズ市内では、帰宅を希望する住民に対して開放されていない唯一の地域として残り、夜間外出禁止令が続いていた。地区の正式な住民は、日中のみ持ち物を捜し持ち出すために帰宅することを許されていたが、一部の住民はこの時点で既に帰宅の準備を進めるために破壊された家の修復を進めていた。
地区内で最も大きな被害を受けた地域は海抜の低いクレイボーン・アベニューの北側の地域であった。ニューオーリンズ復活委員会 (Bring Back New Orleans Commission)の仮報告書は、海抜の低い地域の一部あるいは全部を駐車場にするように進言したが、地元住民の大多数から猛烈な反対を受けた。
2006年3月、住民のグループとボランティア団体がマーティン・ルーサー・キング小学校に侵入し清掃を開始した。間もなく、学校の役員会で学校の再開が決定された。
2006年後半の時点で、地区内の少数の商店が再開し、住民の一部が帰宅している。 (その多くがFEMAが供給したトレーラー住まいである) しかしながら、地区内の大部分はいまだに閑散としており、破壊されたままになっている。作業員がゴミの除去と修復の出来ない家屋の取り壊しを連日続けているものの、多数の家屋がハリケーン以降手付かずの状態で放置されている。
2006年、レイ・ネイギンニューオーリンズ市長は、被害の激しい家屋で適正に内部を空にする処置を施していないものについて、2007年初頭までに、強制収容の措置を取ると表明した。これらの壊れた建造物は帰還した住民にとって、ネズミやその他有害動物の発生源となるなど深刻な問題となっていたのである。放置された建造物を収容するための同様の措置は、ハリケーンで被害を受けた州内およびミシシッピ州の他の郡においても取られている。